# David Denman

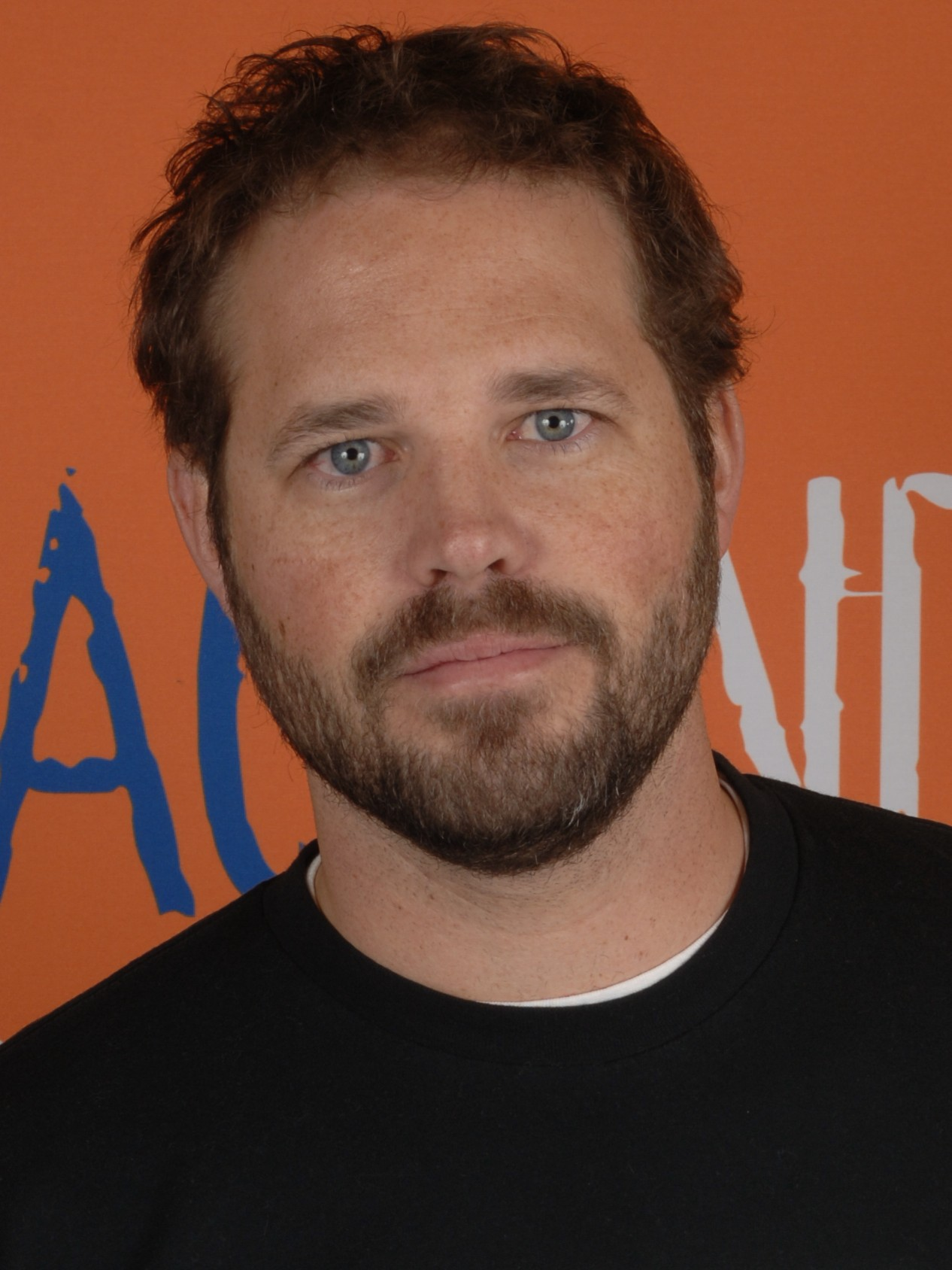
David Denman (2007)

David Denman, eigentlich David Joseph Lamb (* 25. Juli 1973 in Newport Beach, Kalifornien) ist ein US-amerikanischer Schauspieler.

## Leben
David Denman wurde in Newport Beach geboren und besucht die Fountain Valley High School gemeinsam mit Craig Brewer und Omar Metwally. Nach seinem Abschluss besuchte er das American Conservatory Theater in San Francisco. Auf der Juilliard School besuchte Denman gemeinsam mit Alan Tudyk und Sara Ramírez von 1993 bis 1997 die Klasse Group 26. Die Schule schloss er mit einem Bachelor of Fine Arts ab.
David Denman heiratete am 27. Mai 2001 die Schauspielerin Nikki Boyer. Die Ehe wurde im Jahr 2010 wieder geschieden. September 2014 heiratete er die Schauspielerin Mercedes Mason. Ein gemeinsames Kind kam 2018 zur Welt.

## Karriere
David Denman feierte sein Schauspieldebüt in der Ärzteserie Emergency Room – Die Notaufnahme und es folgten weitere Auftritte in Fernsehserien, wie Chicago Hope – Endstation Hoffnung, Pretender, X-Factor: Das Unfassbare und Akte X – Die unheimlichen Fälle des FBI. Anschließend spielte er im Jahr 2000 Helden aus der zweiten Reihe neben Keanu Reeves und Gene Hackman die Rolle des Brian Murphy. In der Fernsehserie Angel – Jäger der Finsternis verkörperte er für vier Folgen die Rolle Skip und spielte in Krimiserien wie CSI: Miami und Crossing Jordan – Pathologin mit Profil mit. Von 2005 bis 2012 verkörperte Denman in 31 Folgen Roy Anderson in der Comedyserie Das Büro. Für diese Leistung wurde er gemeinsam mit dem restlichen Ensemble im Jahr 2007 mit dem Screen Actors Guild Award in der Kategorie Bestes Schauspielensemble in einer Fernsehserie – Komödie ausgezeichnet.

## Filmografie (Auswahl)
- 1997: Emergency Room – Die Notaufnahme (ER, Fernsehserie, Folge 4x04 Aller Anfang ist schwer)
- 1997: Chicago Hope – Endstation Hoffnung (Chicago Hope, Fernsehserie, Folge 4x10 Familiäre Probleme)
- 1998: Pretender (Fernsehserie, Folge 2x17 Crash)
- 1999: X-Factor: Das Unfassbare (Fernsehserie, Folge Phantom Drifter)
- 1999: Akte X – Die unheimlichen Fälle des FBI (The X Files, Fernsehserie, Folge 6x21 Sporen)
- 2000: Helden aus der zweiten Reihe (The Replacements)
- 2001: Eis kalt (Out Could)
- 2001–2003: Angel – Jäger der Finsternis (Angel, Fernsehserie, vier Folgen)
- 2002: CSI: Miami (Fernsehserie, Folge 1x04)
- 2002: Crossing Jordan – Pathologin mit Profil (Crossing Jordan, Fernsehserie, Folge 2x08 Don’t Look Back)
- 2003: Big Fish
- 2004: Without a Trace – Spurlos verschwunden (Without a Trace, Fernsehserie, Folge 2x20 Zeit zu sterben)
- 2004: (K)Ein fast perfekter Mord (The Perfect Husband: The Laci Peterson Story, Fernsehfilm)
- 2005–2012: The Office (Fernsehserie, 31 Folgen)
- 2006: Strong Medicine: Zwei Ärztinnen wie Feuer und Eis (Strong Medicine, Fernsehserie, Folge 6x19 My Sister, My Doctor, Myself)
- 2006: Unbekannter Anrufer (When a Stranger Calls)
- 2006: Bones – Die Knochenjägerin (Bones, Fernsehserie, Folge 1x16 Die Frau im Tunnel)
- 2007: Grey’s Anatomy (Fernsehserie, Folge 4x06 Hardcore)
- 2008: Smart People
- 2008:  Shutter – Sie sehen dich
- 2009: Fanboys
- 2009: In Plain Sight – In der Schusslinie (In Plain Sight, Fernsehserie, Folge 2x10)
- 2010: Fair Game – Nichts ist gefährlicher als die Wahrheit (Fair Game)
- 2011: Traffic Light (Fernsehserie, 13 Folgen)
- 2012: Person of Interest (Fernsehserie, Folge 2x06 The High Road)
- 2013: Jobs
- 2013: After Earth
- 2013: Beneath the Harvest Sky
- 2014: How to Get Away with Murder (Fernsehserie, Folge 1x3 Smile, or Go to Jail)
- 2014: #Zeitgeist (Men, Women & Children)
- 2015: The Gift
- 2016: 13 Hours: The Secret Soldiers of Benghazi
- 2016–2017: Outcast (Fernsehserie, 11 Folgen)
- 2017: Power Rangers
- 2017: Logan Lucky
- 2018: Puzzle
- 2019: Brightburn: Son of Darkness (Brightburn)
- 2020: Greenland
- 2021: Mare of Easttown (Miniserie)
- 2022: The Recruit (Fernsehserie, 3 Folgen)
- 2023: The Equalizer 3 – The Final Chapter (The Equalizer 3)
- 2024: Eric (Miniserie)
- 2024: Rebel Ridge
- 2025: Peacemaker (Fernsehserie)